# بي بي كي إليكترونيكس
بي بي كي إليكترونيكس (بالصينية: 广东步步高电子工业有限公司) (بالإنجليزية: BBK Electronics)‏ هي شركة صينية متعددة الجنسيات متخصصة في الإلكترونيات مثل صناعة التلفاز ومشغلات إم بي 3 والكاميرات الرقمية والهواتف المحمولة، حيث تقوم بتسويق هواتفها الذكية بأسماء العلامات التجارية التالية أوبو وريلمي و ون بلس و فيفو. وتقوم أيضاً بتصنيع مشغلات بلوراي وسماعات ومكبرات صوتية ضمن قسم أوبو ديجيتال. ويوجد المركز الرئيسي وقاعدة الإنتاج في المدينة الصناعية تشانغ  دونغقوان في مقاطعة غوانغدونغ. آخر عضو لمجموعة بي بي كي إلكترونيكس هي العلامة التجارية إموو «imoo».
في الربع الأول من عام 2017 شحنت بي بي كي إلكترونيكس56.7 مليون هاتف ذكي متجاوزة بذلك كل من هواوي وأبل لتصبح ثاني أكبر شركة لتصنيع الهواتف الذكية في العالم بعد سامسونج.
وفي سبتمبر من عام 2017 تخطت بي بي كي إلكترونيكس شركة سامسونج لتصبح أكبر بائع هواتف ذكية في الهند.